# 황련아과
황련아과(黃連亞科, 학명: Coptidoideae 콥티도이데아이[*])는 미나리아재비과의 아과이다. 과거에는 황련족(Coptideae)을 비롯한 하위 족을 두기도 하였으나, 아스테로피룸속(Asteropyrum)이 미나리아재비아과(Ranunculoideae)로 재분류되면서 족 분류가 필요 없게 되었다. 하위 2개 속에 황련(Coptis japonica) 등을 포함하고 있다.

## 하위 분류
- 황련속(Coptis Salisb.)
- Xanthorhiza Marshall

## 계통 분류
미나리아재비과의 계통 분류는 다음과 같다.
|  | 글라우키디움아과 |
|  |                  |
|  | 히드라스티스아과 |
|  |                  |

|  | 황련아과                                                          |
|  |                                                                   |
|  | \| \| 미나리아재비아과 \| \| \| \| \| \| 꿩의다리아과 \| \| \| \| |
|  |                                                                   |
|  | 미나리아재비아과                                                  |
|  |                                                                   |
|  | 꿩의다리아과                                                      |
|  |                                                                   |

|  | 미나리아재비아과 |
|  |                  |
|  | 꿩의다리아과     |
|  |                  |

|  | 글라우키디움아과 |
|  |                  |
|  | 히드라스티스아과 |
|  |                  |

|  | 황련아과                                                          |
|  |                                                                   |
|  | \| \| 미나리아재비아과 \| \| \| \| \| \| 꿩의다리아과 \| \| \| \| |
|  |                                                                   |
|  | 미나리아재비아과                                                  |
|  |                                                                   |
|  | 꿩의다리아과                                                      |
|  |                                                                   |

|  | 미나리아재비아과 |
|  |                  |
|  | 꿩의다리아과     |
|  |                  |